# Schoenoplectus mucronatus
Schoenoplectus mucronatus é uma espécie de planta com flor pertencente à família Cyperaceae. 
A autoridade científica da espécie é (L.) Palla, tendo sido publicada em Verhandlungen der Kaiserlich-Königlichen Zoologisch-Botanischen Gesellschaft in Wien 38(Sitzungsber.): 49. 1888.

## Portugal
Trata-se de uma espécie presente no território português, nomeadamente em Portugal Continental e no Arquipélago dos Açores.
Em termos de naturalidade é nativa de Portugal Continental e introduzida no Arquipélago dos Açores.

## Protecção
Não se encontra protegida por legislação portuguesa ou da Comunidade Europeia.